# 脇紀美夫
脇 紀美夫（わき きみお、1941年〈昭和16年〉1月7日 - 2024年〈令和6年〉8月26日）は、日本の政治家、社会運動家。
千島歯舞諸島居住者連盟理事長、北海道羅臼町長（3期）などを歴任。

## 来歴
北海道国後郡留夜別村出身。羅臼町立羅臼中学校卒業後、1957年（昭和32年）、羅臼村役場に入庁。学費を貯めつつ、自治大学校などで学んだ。商工観光課長、民生部長、総務部長などを歴任し、1995年（平成7年）、助役に就任。8年間助役を務め、町の財政などに携わった。
2003年（平成15年）4月22日、同日告示の羅臼町長選挙に出馬し、無投票で初当選。就任時、脇は町の基幹産業である水産業の振興や羅臼町沖の海洋深層水の利活用などに意欲を示した。町長就任後、羅臼町は中標津町との市町村合併の協議が進んでいたものの、中標津町での住民投票が反対多数となったことを受けて合併を断念。脇は「自立のまちづくり」に方針転換することとなった。また、町長在任中の2005年（平成17年）には知床が世界自然遺産に登録。登録までの過程について脇は、前任の辻中義一町長、斜里町の午来昌町長（当時）、羅臼漁業協同組合の石黒勝三郎組合長（当時）などの尽力が大きいとし、登録決定の際には町民と喜びを共有したと述懐している。その後も羅臼町の医療問題に取り組み、羅臼町国民健康保険病院の入院病床休止や夜間救急停止、病院から診療所への転換並びに診療所の建設、社会医療法人「孝仁会」との指定管理者協定締結や同法人による知床らうす国民健康保険診療所の運営委託などに尽力。3期12年務め、2015年（平成27年）4月26日に町長を退任。
同年5月25日、千島歯舞諸島居住者連盟（以下、千島連盟）の総会で理事長に選出。元島民の代表として北方領土の返還運動を牽引した。2022年のロシアのウクライナ侵攻の際には、侵攻の影響で北方墓参の見通しが立たない状況下で、理事長として船上から先祖を供養する洋上慰霊の実施に尽力した。2022年（令和4年）5月4日には、ロシア連邦への日本政府の政策に対する報復措置に関してのロシア外務省声明において自身を含む日本人63人がロシアへの入国を無期限で禁止する措置が講じられた。翌2023年（令和5年）5月29日、千島連盟理事長を退任。
2018年、旭日双光章受章。
2024年（令和6年）8月26日、肺癌のため釧路市内の病院で死去。83歳没。叙従六位。